# Sérapion d'Antioche
Pour les articles homonymes, voir Sérapion.
Sérapion d'Antioche était un écrivain paléochrétien qui fut le huitième patriarche d'Antioche, de 191 à 211. 
Pour l'Église orthodoxe d'Antioche et l'Église syriaque orthodoxe, qui l'honorent comme saint le 30 octobre, il fait partie de la succession apostolique. 

## Doctrines
L'essentiel de son œuvre est perdue et le peu qu'il en reste est connu par quelques mentions dans l'Histoire de l'Église d'Eusèbe de Césarée, qui rapportent quelques positions théologiques de ce patriarche.
Au sujet de l'Évangile de Pierre que lit la communauté des chrétiens de la ville de Rhossos, Sérapion, qui ne connaît pas le texte, ne trouve rien à redire jusqu’à ce que, après s'être davantage renseigné, il y trouve quelque doctrine problématique à propos du Christ, possiblement d'influence docète. Le canon étant loin d'être fixé à cette époque, il change alors d’opinion, et prend soin de noter à l'intention des fidèles qui le questionnent ce qui lui paraît discutable avant de les inviter à se défier de ce texte. 
Par ailleurs, dans un passage obscur, Eusèbe de Césarée fait état d'une lettre adressée par Sérapion d'Antioche à Caricus et Pontius (ou Ponticus), personnalités chrétiennes qui n'ont pas laissé de traces. Il s'agit de témoignages de notables chrétiens contre le montanisme et, pour que ses correspondants soient bien renseignés, Sérapion joint à sa lettre les ouvrages d'Apollinarius. Eusèbe note qu'outre Apollinarius, un certain Apollonius d'Hérapolis, et Thraseas d'Euménia s'accordent avec lui sur cette condamnation. Sérapion déclarait « la nouvelle prophétie rejetée par les frères qui sont dans le monde entier ».
De ce texte, une source byzantine tardive extrapole une légende selon laquelle Apollinaire aurait réuni un concile de trente-six évêques pour excommunier Montan et Maximilla.

## Écrits
- Clavis Patrum Græcorum 1333-1334.